# 723 (číslo)
Sedm set dvacet tři je přirozené číslo. Následuje po čísle sedm set dvacet dva a předchází číslu sedm set dvacet čtyři. Římskými číslicemi se zapisuje DCCXXIII a řeckými číslicemi ψκγ.

## Matematika
723 je:
- Deficientní číslo
- Poloprvočíslo
- Nešťastné číslo

## Astronomie
- (723) Hammonia je planetka hlavního pásu, kterou objevil v roce 1911 Johann Palisa

## Roky
- 723
- 723 př. n. l.